# El sueño de Rhonabwy
El sueño de Rhonabwy (en inglés The dream of Rhonabwy, en galés Breuddwyd Rhonabwy) es un cuento galés en prosa. Está ambientado durante el reinado de Madog ap Maredudd, príncipe de Powys (muerto en 1160). El relato está fechado entre finales de los siglos XII o XIII y ha llegado hasta nuestra época en un solo manuscrito, el Libro Rojo de Hergest, asociado con el Mabinogion desde su publicación por Lady Charlotte Guest en el siglo XIX. La mayor parte de la narración describe una visión experimentada durante un sueño por el personaje central de la historia, Rhonabwy, un servidor de Madoc, con el que visita la época del rey Arturo.

## Narrativa
La trama relata que Madoc envía a Rhonabwy y dos compañeros suyos, para encontrar al hermano del príncipe rebelde Iorwerth. Una noche, durante la persecución, buscan refugio en casa de Heilyn the Red, pero encuentran su casa sucia y sus camas llenas de pulgas. Acostado en una piel de buey, Rhonabwy experimenta una visión del rey Arturo y su tiempo, donde actuando como guía de uno de  los seguidores de Arturo, Iddawg the Churn de Bretaña, llamado así debido a que desencadenó la batalla de Camlann, cuando distorsionó mensajes de paz dirigidos por el rey Arturo a su enemigo Medrawd (Mordred). Iddawg introduce a Rhonabwy y a sus amigos con el rey  Arturo, quien lamenta que el país de Gales haya sido heredado por unos hombres insignificantes.
Iddawg revela que los hombres de Arturo se reúnen para someter a  los sajones en la Batalla del Monte Badon. Sin embargo, Arturo está más preocupado por un juego de gwyddbwyll (un juego de mesa parecido al ajedrez) que está jugando contra su seguidor Owain mab Urien (Ywain). Mientras  juegan, llegan varios mensajeros declarando que seguidores de Arturo están atacando a los cuervos de Owain; Cuando Owain pide que la lucha sea detenida, Arturo sólo responde, "su movimiento". Por último, Owain ordena a sus cuervos que ataquen a los siervos de Arturo; Cuando Arturo le pide que cancele el ataque, Owain le responde: "su movimiento, señor". Finalmente, Arturo aplasta las piezas de ajedrez, y los dos declaran la paz entre sus fuerzas. Después de esto, los sajones envían a un contingente pidiendo una tregua, que Arturo concede después de consultar a sus asesores.  El ruido de las tropas  despierta a  Rhonabwy, que se da cuenta de que ha dormido durante tres días.

## Interpretación
No hay consenso sobre el significado final del Sueño de Rhonabwy. Por un lado, ridiculiza la época de Madoc, que es de menor importancia en comparación con el ilustre Arturo. Sin embargo, la época de Arturo es retratada como ilógica y absurda, lo que sugiere que el cuento es una sátira sobre aquellos tiempos contemporáneos y el mito de una edad heroica.
Rhonabwy es el más literario de los cuentos en prosa medieval galesa. Pudo haber sido también el último que se escribió. Como colofón, al final declara que nadie es capaz de recitar la obra en su totalidad sin un libro, ya que su nivel de detalle es demasiado largo para manejar de memoria. El comentario sugiere que no era popular entre los narradores de historias.